# 傑克·亞登布克
傑克·亞登布克（英語：Jack Addenbrooke；1865年6月6日—1922年9月7日）是一名英國的足球員及足球主教練。
在1877年，他是狼隊其中一名創立成員，當時他是伍爾弗漢普頓（Wolverhampton）「聖盧克學校」（St. Luke's School）的教師，及後轉到伯明翰的「沙特尼書院」（Saltley College）任教，1883年加入狼隊，在預備組作賽。
1885年8月，他被任命為狼隊的秘書兼領隊，他帶領球隊贏得1893年及1908年英格蘭足總盃冠軍及1889年、1896年及1921年的足總盃亞軍。1908年，他獲頒授聯賽長期服務奬。
1922年6月，亞登布克離開狼隊，不久後逝世。